# Hyde Parker (1714–1782)
Sir Hyde Parker, 5. baronet Parker z Melford Hall (Sir Hyde Parker, 5th Baronet Parker of Melford Hall) (1. února 1714, Tredington, Anglie – prosinec 1782) byl britský admirál, zakladatel námořnické dynastie Parkerů, jeho potomci zastávali vysoké hodnosti u Royal Navy v několika generacích do 20. století. Vynikl za sedmileté války a ve válce proti USA. Dosáhl hodnosti viceadmirála (1781). Jeho loď se ztratila při plavbě do Indie asi v prosinci 1782, v roce 1783 byl prohlášen za mrtvého.

## Životopis
Pocházel z londýnské obchodnické rodiny, která od roku 1681 užívala titul baroneta. Narodil se jako mladší syn reverenda Sira Hugha Parkera (†1726), křestní jméno Hyde bylo odvozeno z příjmení matky (dědeček Alexander Hyde byl biskupem v Salisbury). Původně sloužil u obchodního námořnictva, v roce 1738 vstoupil do Royal Navy, za války o rakouské dědictví dosáhl hodnosti kapitána (1748). Vyznamenal se za sedmileté války, kdy bojoval v Karibiku, zúčastnil se dobytí Pondichéry (1761), poté vynikl na Filipínách (1762). U filipínských břehů zajal španělskou loď s nákladem zlata v hodnotě 60 000 liber (v dnešní hodnotě přibližně 100 miliónů liber) a díky tomu značně zbohatl.
Za války proti USA byl jmenován kontradmirálem (1778) a před příjezdem admirála Rodneye byl jeho zástupcem, velel na Závětrných ostrovech (1778–1781). Na vlastní žádost byl ze severní Ameriky odvolán a získal hodnost viceadmirála (1781). Téhož roku svedl nerozhodnou bitvu s nizozemskou flotilou na Doggerské lavici a kvůli špatné přípravě loďstva se vzdal velení. Po starším bratrovi zdědil v roce 1782 titul baroneta a téhož roku byl jmenován vrchním velitelem v Indickém oceánu. Tento post fakticky nepřevzal, protože během cesty do Indie se v prosinci 1782 jeho vlajková loď Cato ztratila i s celou posádkou. Loď vyplula z Rio de Janeira 12. prosince 1782 a pak již nebyla spatřena. Admirál Parker byl prohlášen za mrtvého v roce 1783.
Měl dva syny, starší Harry Parker (1735-1812) byl dědicem titulu baroneta, mladší Sir Hyde Parker (1739–1807) sloužil v námořnictvu a dosáhl hodnosti viceadmirála.
Zámek Melford Hall (Suffolk) je dodnes majetkem rodiny, která jej ale obývá jen částečně, sídlo je ve správě organizace National Trust. Od 20. století užívá rodina jméno Hyde-Parker, současným představitelem je Sir Richard William Hyde–Parker, 12. baronet (*1937).